# Helstorfer Altwasser
Das Helstorfer Altwasser ist ein Naturschutzgebiet in der niedersächsischen Stadt Neustadt am Rübenberge in der Region Hannover.
Das Naturschutzgebiet mit dem Kennzeichen NSG HA 183 ist 30 Hektar groß. Es ist Bestandteil des FFH-Gebietes „Aller (mit Barnbruch), untere Leine, untere Oker“.
Das Naturschutzgebiet liegt westlich von Helstorf im Überflutungsbereich der Leine und stellt eine verlandende Flussschlinge der Leine mit einem angrenzenden Prallhang unter Schutz. Der größte Teil der verlandenden Flussschlinge ist ungenutzt und wird von Auen- und Bruchwald geprägt. Reste der Flussschlinge sind als Teiche erhalten. Der Niederungsbereich entlang der Leine ist von Dauergrünland auf feuchten Standorten geprägt. 
An zahlreichen Stellen im Naturschutzgebiet sind quellige Bereiche mit sumpfiger Vegetation zu finden.
Im Westen ist der Mündungsbereich des Jürsenbachs in das Naturschutzgebiet einbezogen. Dieser wird von auwaldtypischer Vegetation und Röhrichtbereichen geprägt. 
Das Gebiet steht seit dem 3. April 1997 unter Naturschutz. Zuständige untere Naturschutzbehörde ist die Region Hannover.